# Cantó de Maisons-Alfort-Nord
El cantó de Maisons-Alfort-Nord és un antic cantó francès del departament de Val-de-Marne, que estava situat al districte de Créteil. Comptava amb part del municipi de Maisons-Alfort.
Al 2015 va desaparèixer i el seu territori va passar a formar part del nou cantó de Maisons-Alfort.

## Municipis
- Maisons-Alfort (part)

## Història
| Data d'elecció                           | Identitat         | Partit                     | Qualitat |
| ---------------------------------------- | ----------------- | -------------------------- | -------- |
| 1967-1992                                | Albert Marchand   | UDF, després RPR           |          |
| 1992-2004                                | Roger Coursier    | RPR, després Divers droite |          |
| 2004-                                    | Olivier Capitanio | UMP                        |          |
| les dades anteriors no són pas conegudes |                   |                            |          |
|                                          |                   |                            |          |

## Demografia
| A partir de 1990: Població sense dobles comptes |